# Mikhail Pérez
Mikhail Meyreles Pérez (Santo Domingo, 26 ottobre 1990) è un ex calciatore dominicano, di ruolo centrocampista.

## Biografia
È parente di Consuelo, ex modella dominicana moglie di Adrian Mutu (le rispettive nonne erano infatti cugine).

## Carriera

### Club
Gioca dal 2009 al 2010 allo Snagov. Nel 2010 viene acquistato dal Gloria Bistrita. Nel 2011 si trasferisce in Italia, al Bellaria Igea Marina.

### Nazionale
Ha debuttato in nazionale l'8 luglio 2011, in Anguilla-Repubblica Dominicana. È la sua unica presenza in nazionale.